# Тугариновы
Тугариновы — купеческий род, известный своей предпринимательской деятельностью в городе Дмитрове.

## История
Первые сведения о купцах Тугариновых относятся к XVII веку. Род Тугариновых разделился на 4 ветви. Три ветви семьи не были особо успешными на предпринимательском поприще и их след теряется в Дмитрове уже в 1780-х годах.
Основателем одной из этих ветвей был Петр Антонович Тугаринов (1666—1723). У него было трое сыновей: Иван (1691—1773), Тихон и Пётр. Тихон и Пётр умерли в достаточно юном возрасте, а Иван женился и в 1716 году у него родился сын Данила. У Данилы был сын Петр, который родился в 1753 году. Данила Иванович и его сын Пётр Данилович умерли во время эпидемии чумы 1771 года и на этом эта линия рода пресеклась.

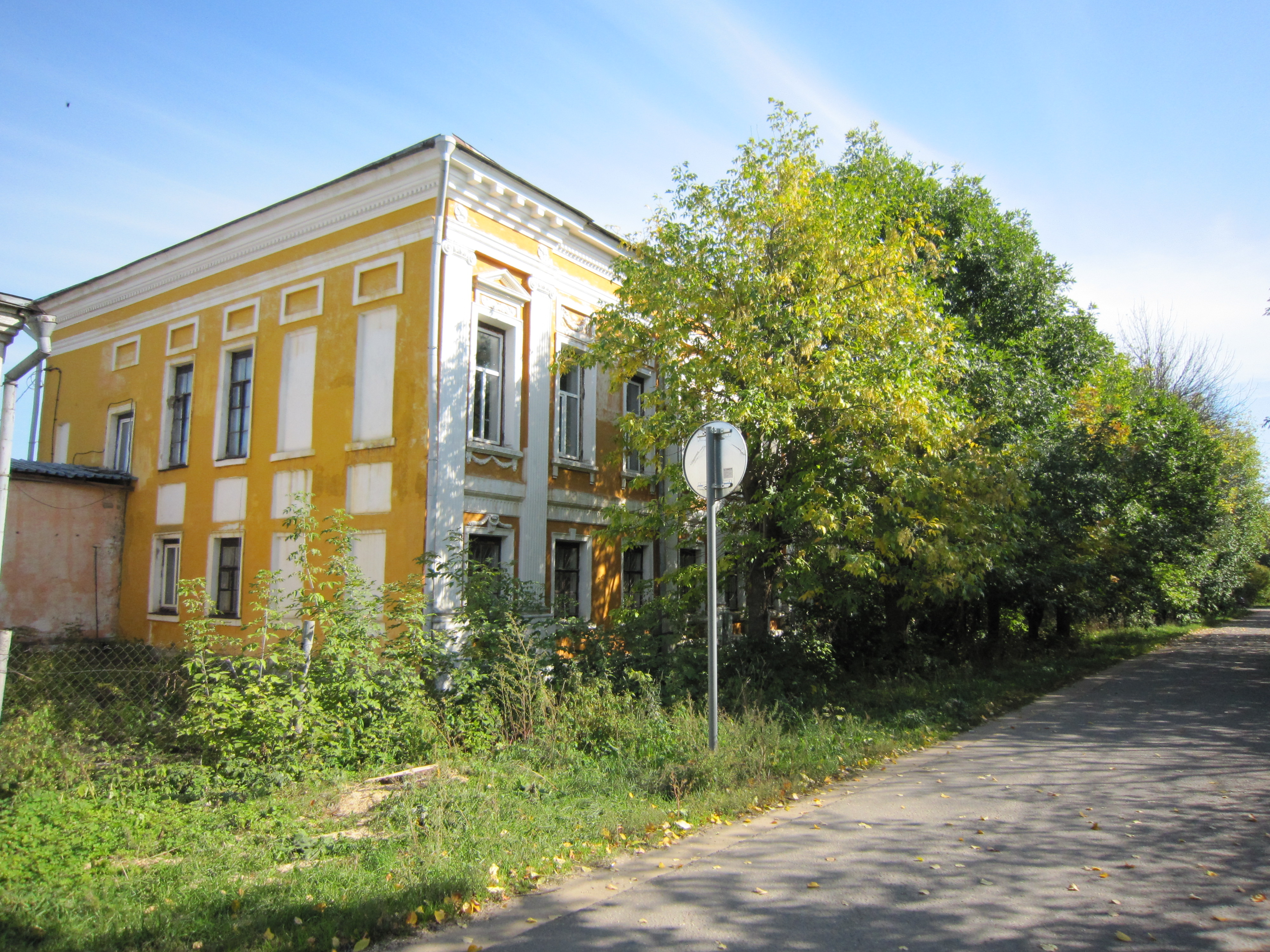
Дом, который был в собственности и у купцов Толчёновых, и у Тугариновых

Еще одна ветвь берёт свое начало от Мартына Тугаринова. У него было двое сыновей: Тихон (1675) и Андреян (1698). У Тихона был сын Алексей. У Алексея — сын Семён. Сёмен Тихонович (1714) женился на крестьянке. У Андреяна Мартиновича был сын Дмитрий (1721), также женившийся на крестьянке. Еще один сын Андреяна Мартиновича, Яков (1737—1785) женился на купчихе, у них родился сын Павел (1762). После смерти Якова, его жена и сын перешли в посад.
Еще одна ветвь рода Тугариновых началась с Семёна Ивановича (1686—1768). У него было четверо сыновей: Андрей (1704—1773) Василий (1710), Пётр (1714), Артемий (1721). Семья вела купеческую деятельность до конца XVIII века. Когда умер Семен Иванович Тугаринов в 1768 году, сыновья стали вести свои дела по отдельности. В источниках сказано, что Петр Андреевич и Иван Петрович «скатились в посад». Иван Петрович (1753) стал работать в цехе серебряного мастерства.

Основателем еще одной ветви был Феофан Тугаринов. В 1716 году у него родился сын Артемий, а в 1718 году Василий. Артемий Феофанович женился на дочери дмитровского купца Прасковье Ивановне. У них был сын Иван (1742). Иван Артемьевич был женат на Анне Семёновне до 1770 года, в браке с ней родилось трое детей: Михаил (1761), Катерина (1763) и Павел (1769). Когда Анна Семеновна умерла, Иван Артемьевич женился во второй раз на Дарье Семёновне. Ее отец был ямщиком в Клину. У них родились сыновья Иван (1775) и Андрей (1777). Сын Феофана, Василий, женился на Анне Семеновне, происходившей из купеческой семьи, у них родился сын Степан (1754). Василий Тугаринов относился к купцам 3-й гильдии, в 1785 году размер его капитала составлял 1005 рублей.
В 1775 году Артемий Тугаринов для того, чтобы вступить во 2-ю купеческую гильдию объявил капитал в размере 2000 рублей. Через 10 лет он вновь записался в эту гильдию и объявил капитал в размере 5060 рублей. Иван Артемьевич примерно в это время стал активно заниматься делами своего отца и в 1773 году открыл свою первую суконную фабрику. В 1777 году избирается бургомистром. В 1782 году — градским головой. В 1785 году его состояние было не меньше 50 000 рублей, потому что он попросил записать себя и свою семью «в пятую часть в именитые граждане». В 1791 году Иван Тугаринов заменяет на должности городского головы И. А. Толчёнова, а в 1796 году покупает его каменный дом за 15 000 рублей, который считается лучшим каменным домом в городе Дмитрове. В 1797 году он открывает новую суконную фабрику. В 1809 году сокращает объемы производства и предпринимает ряд мер, что позволяет ему и его предприятиям нормально перенести годы Отечественной войны 1812 года. Иван Артемьевич и его близкие единственные, кто в 1811 году в Дмитрове числились купцами 2-й гильдии, а 1-й гильдии и вовсе не было. Иван Артемьевич Тугаринов умер в 1825 году. Предпринимательскими делами семьи занялся его сын Павел Иванович Тугаринов (1769—1850). По состоянию на 1834 год Павел и его братья были купцами 1-й гильдии с капиталом 50 000 рублей. В Дмитрове в то время не было других купцов 1-й гильдии и вообще не было купцов 2-й гильдии, только те, кто числился в 3-й гильдии. Павлу Ивановичу принадлежало 2 фабрики, на которых работало 849 человек. Было 264 стана и 119 машин. Павел Тугаринов получил звание «Мануфактур-советника», а его потомки и даже потомки его братьев получили право называться «потомственными почётными гражданами». П. И. Тугаринов трижды избирался городским головой. В 1840-х годах начался спад экономической деятельности Тугариновых. Павел Иванович перешел из 1-й купеческой гильдии во 2-ю. Он был вынужден продать дом, который когда-то его отец купил у Толчёнова дворянке Архангельской. Павел Тугаринов жил в деревянном доме у фабрики, который не сохранился до наших дней. Он умер в 1855 году. После его смерти, дом и фабрика перешли к его сыну Александру, а затем были выставлены на торги. Имущество приобрел купец 3-й гильдии Егор Андреянович Немков, заплатив за это 1855 рублей.